# Athyrium iseanum
Athyrium iseanum är en majbräkenväxtart som beskrevs av Eduard Rosenstock. Athyrium iseanum ingår i släktet Athyrium och familjen Athyriaceae. Utöver nominatformen finns också underarten A. i. chuanqianense.